# Elektrárna Jaworzno

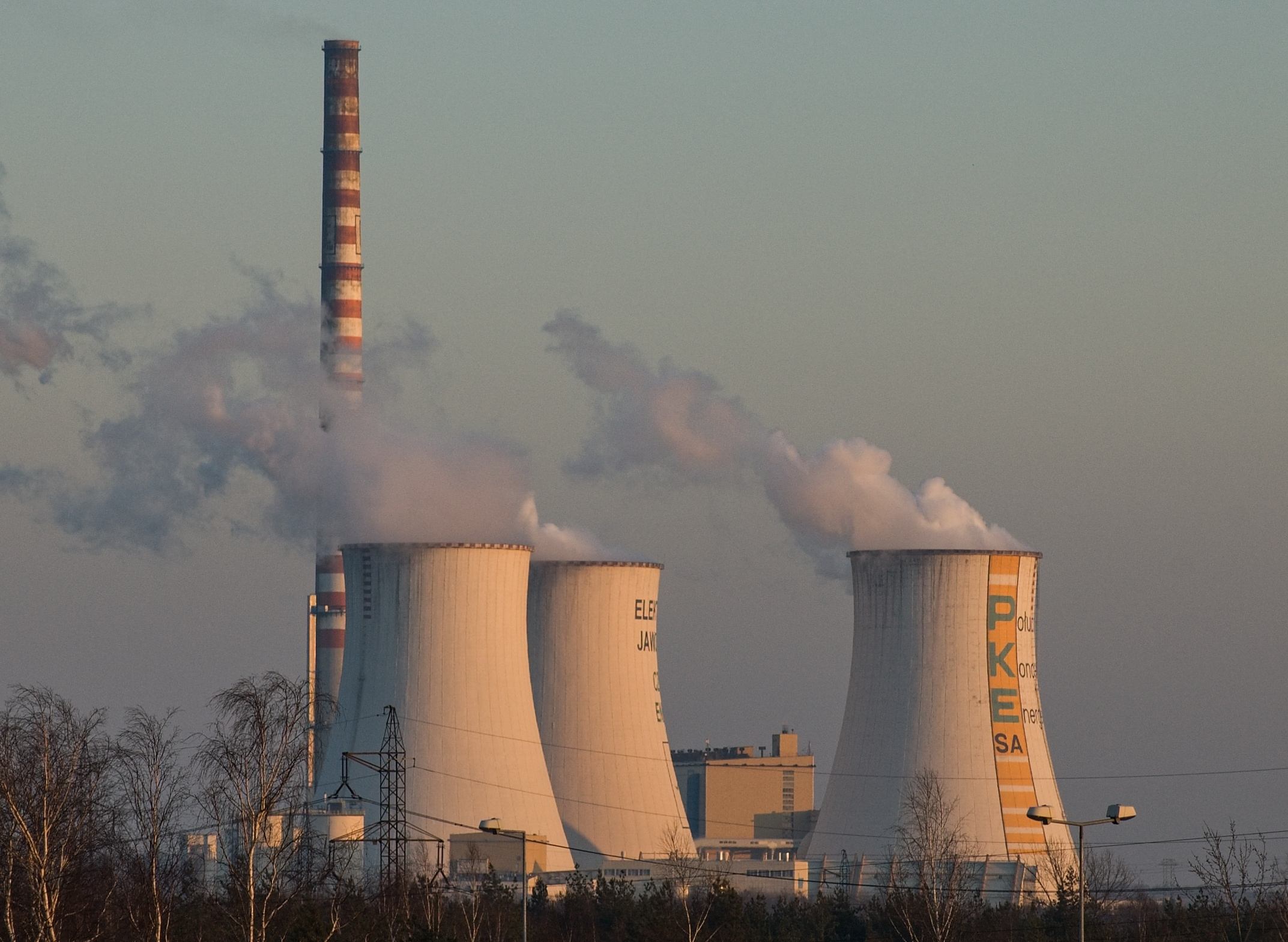
Jaworzno III

Elektrárna Jaworzno je komplex tepelných elektráren Jaworzno II a Jaworzno III (v minulosti též Jaworzno I), které provozuje společnost Południowy Koncern Energetyczny u slezského města Jaworzno ve Slezském vojvodství v Polsku.

## Jaworzno I
První elektrárna v Jaworzně byla vybudována v roce 1898 u jámy Rudolf a byla vybaveny dvěma stejnosměrnými agregáty o celkovém výkonu 320 kW. V roce 1903 byly spuštěny další agregáty u jámy Frederyk August, čímž vzrostl instalovaný výkon o 380 kW. Další agregáty byly postupně instalovány v letech 1911-1914.
Po zásadní modernizaci a rozšíření elektrárny v letech 1948-1959 byl instalovaný výkon 157 MW. Provoz zastaralé elektrárny byl zastaven v roce 1998.

## Jaworzno II
Stavba elektrárny Jaworzno II byla zahájena v roce 1948. První dva bloky byly dány do provozu 19. července 1953. V roce 1955 byly dokončeny další čtyři bloky a elektrárna dosáhla výkonu 300 MW. V roce 1962 byl doplněn sedmý blok a výkon elektrárny byl zvýšen na celkových 350 MW.
V roce 1972 došlo ke spojení elektráren Jaworzno I a Jaworzno II do jednoho podniku.
V roce 2007 měla elektrárna instalovaný elektrický výkon 190 MW a tepelný výkon 321 MW.

## Jaworzno III
Výstavba elektrárny Jaworzno III byla zahájena v roce 1972. První blok byl spuštěn 10. prosince 1976 a dalších pět bloků bylo postupně spouštěno do roku 1979. Celkový instalovaný výkon těchto šesti bloků je 1200 MW. V roce 2007 činil instalovaný výkon elektrárny 1345 MW.
V roce 1995 byly do společnosti pod názvem Elektrownia Jaworzno III integrovány všechny elektrárny v Jaworzně (tedy Jaworzno I, II a III) a v roce 2000 se tato společnost stala součástí elektrárenského koncernu Południowy Koncern Energetyczny.